# Antoine Corriveau
Pour les articles homonymes, voir Corriveau.
Antoine Corriveau est un auteur compositeur interprète québécois né en 1985. Il a réalisé quelques bandes dessinées parues dans divers périodiques et deux ouvrages : Entrevue à 3 heures en 2004 et Du café, de la bière et plein d'autres choses en 2005.

## Carrière musicale
Antoine Corriveau lance un premier album, Saint-Maurice/Logan en 2011. C'est en 2014, avec Les ombres longues qu'il connaît un succès plus marqué. Celui-ci se retrouvera sur de nombreux palmarès de fin d'année. Il y mélangera les références à une peine amoureuse et les événements qui ont marqué le Québec lors du printemps 2012.  
Son album suivant, Cette chose qui cognait au creux de sa poitrine sans vouloir s'arrêter, lui vaut des nominations au gala de l'ADISQet une mention sur la longue liste du prix de musique Polaris. En 2018, il fait paraître l'EP Feu de fôret puis l'album Pissenlit en 2020. 
Son album Oiseau de Nuit est nommé pour le prix de musique Polaris 2025. 

## Discographie

### Albums studio
- 2011 - St-Maurice/Logan (Ewok's Revenge Productions)
- 2014 - Les ombres longues (Abuzive Musik)
- 2016 - Cette chose qui cognait au creux de sa poitrine sans vouloir s'arrêter (Coyote Records)
- 2020 - Pissenlit (Secret City Records)
- 2025 - Oiseau de nuit (Secret City Records)

### EP
- 2008 - Entre quatre murs (Ewok's Revenge Productions)
- 2009 - Ni vu ni connu (Ewok's Revenge Productions)
- 2018 - Feu de forêt (Secret City Records)

## Liens
- Ressources relatives à la musique :   - Bandcamp
  - Discogs
  - MusicBrainz
  - Songkick
- Ressource relative à la bande dessinée :   - BD Gest'
- Notices d'autorité :   - VIAF
  - LCCN
- Site Internet d'Antoine Corriveau
- « Les hydravions de trop » d'Antoine Corriveau | Les sessions #LaFab, sur La Fabrique culturelle
- En nostalgie d'amour | « Est-ce qu'on se voit ensemble » de Marie Claudel, sur La Fabrique culturelle
- Page d'artiste d'Antoine Corriveau sur Le Canal Auditif